# 1490
| [ Edytuj tabelę ]                          | |
| Król Polski                                | - 1447 Kazimierz IV Jagiellończyk 1492 |
| Współksiążęta Andory                       | - 1472 Pere de Cardona 1512 - 1483 Katarzyna z Nawarry 1512 - 1484 Jan III 1516                                                                                                 |
| Król Anglii                                | - 1485 Henryk VII 1509 |
| Król Aragonii i Walencji, hrabia Barcelony | - 1479 Ferdynand Aragoński 1516 |
| Władca Azteków                             | - 1486 Ahuitzotl 1502 |
| Elektor Brandenburgii                      | - 1486 Jan Cicero 1499 |
| Książę Bawarii-Landshut                    | - 1479 Jerzy Bogaty 1503 |
| Książę Bawarii-Monachium                   | - 1460 Zygmunt 1501 - 1465 Albert IV Mądry 1503 |
| Sułtan Brunei                              | - 1473 Bolkiah 1521 |
| Cesarz Chin                                | - 1487 Hongzhi 1505 |
| Król Czech                                 | - 1469 Maciej Korwin 1490 - 1490 Władysław II Jagiellończyk 1516 |
| Król Danii                                 | - 1481 Jan Oldenburg 1513 |
| Dalajlama                                  | - 1475 Gendun Gjaco 1541 |
| Władca Egiptu                              | - 1468 Ka'itbaj 1496 |
| Cesarz Etiopii                             | - 1478 Yskyndyr 1494 |
| Król Francji                               | - 1483 Karol VIII 1498 |
| Hrabia Holandii                            | - 1482 Maksymilian I Habsburg 1494 |
| Władca Inków                               | - 1471 Tupac Yupanqui 1493 |
| Lord Irlandii                              | - 1485 Henryk VII Tudor 1509 |
| Cesarz Japonii                             | - 1464 Go-Tsuchimikado 1500 |
| Kalif                                      | - 1479 Al-Mutawakkil II 1497 |
| Król Kastylii i Leónu                      | - 1474 Izabela I Katolicka 1504 |
| Patriarcha Konstantynopola                 | - 1489 Dionizy I 1491 |
| Władca Korei                               | - 1469 Sŏngjong 1494 |
| Wielki książę litewski                     | - 1440 Kazimierz IV Jagiellończyk 1492 |
| Cesarz Majapahitu                          | - 1474 Girindrawardhana 1498 |
| Sułtan Maroka                              | - 1472 Muhammad asz-Szajch al-Mahdi 1505 |
| Książę Mediolanu                           | - 1476 Gian Galeazzo 1494 |
| Senior Monako                              | - 1458 Lambert Grimaldi 1494 |
| Wielki książę moskiewski                   | - 1462 Iwan III Srogi 1505 |
| Król Nawarry                               | - 1484 Katarzyna z Nawarry i Jan d’Albret 1516 |
| Król Norwegii                              | - 1483 Jan Oldenburg 1513 |
| Sułtan Omanu                               | - 1451 Umar ibn al-Chattab 1490 - 1490 Umar asz-Szarif 1500 |
| Elektor Palatynatu                         | - 1476 Filip Wittelsbach 1508 |
| Papież                                     | - 1484 Innocenty VIII 1492 |
| Król Portugalii                            | - 1481 Jan II 1495 |
| Cesarz Rzymski (niemiecki)                 | - 1440 Fryderyk III Habsburg 1493 |
| Kapitanowie Regenci San Marino             | - 1489 Marino di Antonio Giannini Gabriele di Bartolo 1490 - 1490 Antonio di Maurizio Lunardini Sabatino di Bianco 1490 - 1490 Giovanni di Menghino Calcigni Marino Giangi 1491 |
| Elektor Saksonii                           | - 1486 Fryderyk I Mądry 1525 |
| Król Szkocji                               | - 1488 Jakub IV 1513 |
| Król Szwecji                               | - 1471 Sten Sture Starszy 1497 |
| Król Tajlandii                             | - 1488 Borommaracha Thirat III 1491 |
| Sułtan Turków                              | - 1481 Bajazyd II 1512 |
| Doża Wenecji                               | - 1486 Agostin Barbarigo 1501 |
| Król Węgier                                | - 1458 Maciej Korwin 1490 - 1490 Władysław II 1516 |
| Cesarz Wietnamu                            | - 1460 Lê Thánh Tông 1497 |
| Wielki mistrz zakonu krzyżackiego          | - 1489 Jan von Tieffen 1497 |

Rok 1490 / MCDXC
stulecia: XIV wiek ~
XV wiek ~
XVI wiek

lata: 1480 «
1485 «
1486 «
1487 «
1488 «
1489 «
1490
» 1491
» 1492
» 1493
» 1494
» 1495
» 1500

## Wydarzenia w Polsce
- 3 listopada-7 grudnia – w Piotrkowie obradował sejm walny[1].
- Pierwsze wzmianki o miejscowości Przysucha.

## Wydarzenia na świecie
- 7 czerwca – węgierska szlachta obwołała królewicza polskiego Jana Olbrachta królem Węgier.
- 18 września – Władysław II Jagiellończyk został koronowany na króla Węgier.
- 19 grudnia – Maksymilian I Habsburg poślubia per procura Annę Bretońską, księżną Bretanii.

## Urodzili się
- Mikołaj Dzierzgowski, prymas Polski (zm. 1559)
- Albrecht Hohenzollern, wielki mistrz zakonu krzyżackiego (zm. 1568)
- Florian Geyer, dyplomata, obrońca chłopów i dowódca podczas wojny chłopskiej w Niemczech (zm. 1525).
- Olaus Magnus, szwedzki duchowny, humanista i kartograf (zm. 1557)

## Zmarli
- 13 marca – Karol I Wojownik z dynastii sabaudzkiej, książę Sabaudii i Piemontu (ur. 1468)
- 6 kwietnia – Maciej Korwin, król Węgier i Czech (ur. 1443)
- 27 kwietnia – Jakub z Bitetto, franciszkanin, błogosławiony katolicki (ur. 1400)
- 12 maja – Joanna Portugalska, córka króla Portugalii Alfonsa V, dominikanka, błogosławiona katolicka (ur. 1452)